# Mirepoix (Gers)
Mirepoix is een gemeente in het Franse departement Gers (regio Occitanie) en telt 187 inwoners (2005). De plaats maakt deel uit van het arrondissement Auch.

## Geografie
De oppervlakte van Mirepoix bedraagt 7,4 km², de bevolkingsdichtheid is 25,3 inwoners per km².

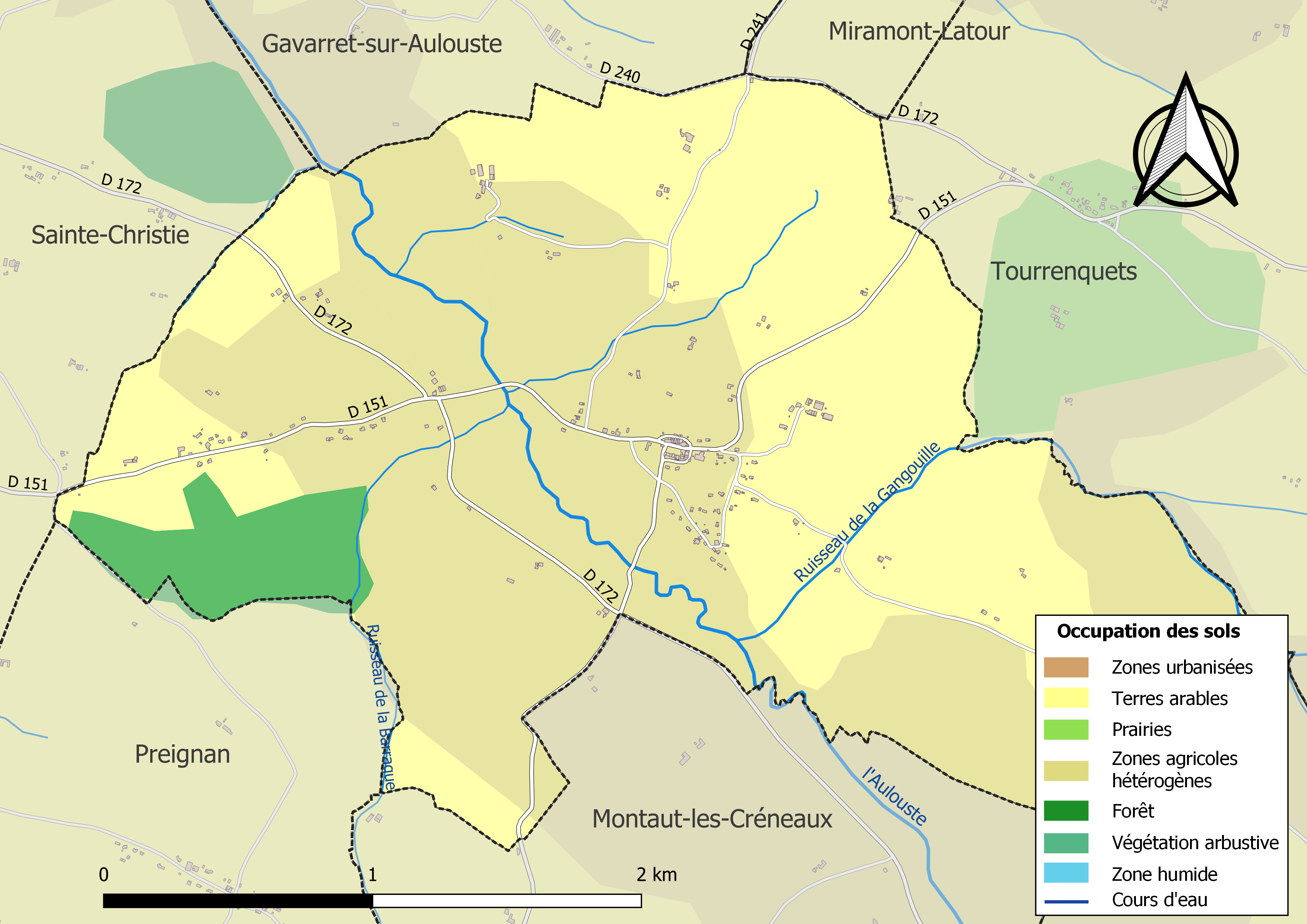
Kaart van de gemeente met belangrijkste infrastructuur, bodemgebruik en omliggende gemeenten

## Demografie
Onderstaande figuur toont het verloop van het inwonertal (bron: INSEE-tellingen).